# Il vendicatore (film 1938)
Il vendicatore è un film del 1938, diretto dal regista Alexander Hall.